# الفلبينيون في البحرين
الفلبينيون في البحرين هم إما مهاجرين أو أحفاد الفلبينيين الذين عاشوا في البحرين. اعتباراً من عام 2012 هناك ما يقرب من 40,000 فلبيني في البحرين.

## الاقتصاد والعمالة
البحرين هي ثامن أكبر مقصد للعمال المنزليين. الفلبينيين الذين يتم توظيفهم أو إعادة توظيفهم من 2006 إلى 2011 ويوجد 21,254 عامل منزلي فلبيني موثق في الخارج حتى يوليو 2012. بالإضافة إلى ذلك يعمل الفلبينيون في البحرين كمحاسبين ومقاولين للبناء ومهندسين وبائعون فضلاً عن موظفي داعمين في القطاعين الخاص والعام. نفذت الحكومة الفلبينية في شهر مارس من عام 2011 حظر نشر على توظيف الفلبينيين في البحرين بسبب الاحتجاجات البحرينية 2011 كجزء من الربيع العربي مما يسمح للموظفين الفلبينيين الموجودين في البحرين بمواصلة العمل مع منع التعاقد مع عمال جدد ولكن تم رفع هذا الحظر بعد مضي عدة أشهر من ذلك العام. قام الفلبينيون العاملون في البحرين بتحويل 151.82 مليون دولار في القترة الممتدة من يناير حتى نوفمبر من عام 2012 أي بزيادة 7 في المائة تقريباً عن الفترة نفسها من عام 2011. أصبح الفلبينيون يمثلون 10 في المائة تقريباً من سكان البحرين في نوفمبر عام 2012.
تعد البحرين مصدراً للتحويلات المالية التي أعيدت إلى الفلبين حيث أعيدت حوالي 155 مليون دولار أمريكي في عام 2011 وبلغت ذروتها 166.2 مليون دولار أمريكي في عام 2009. هناك ستة بنوك فلبينية لديها حسابات مراسلة مع بنوك في البحرين للسماح بتحويل الأموال.

## المجتمع والثقافة
أنشئت مدرسة الفلبين الفلبينية لخدمة المجتمع الفلبيني في الخارج في أكتوبر 1994. لدى المدرسة حالياً نحو 900 طالب في ثلاث مدارس منفصلة: مدرسة ما قبل المدرسة ومدرسة ابتدائية ومدرسة ثانوية في ثلاثة مبان منفصلة في منطقة حدائق كانو في المنامة. المدرسة معتمدة من قبل وزارة التعليم الفلبينية وتسعى للحصول على الاعتماد من قبل جمعية الاعتماد الفلبينية للمدارس والكليات والجامعات.
صرح أحمد سكام السفير الفلبيني السابق في البحرين عام 1998 أن: «البحرين هي الدولة الوحيدة في الشرق الأوسط التي لا يوجد فيها فلبينيون في السجن» عازياً ذلك إلى علاقات دبلوماسية جيدة وشعور التفاهم بين الحكومتين الفلبينية والبحرينية. ومع ذلك بحلول عام 2006 ارتفع هذا العدد في وقت لاحق إلى 18 فلبيني في السجن ومعظمهم من النساء. أدين رجل فلبيني عام 2011 في البحرين بتهمة «تشجيع الإخلال الأخلاقي» والسجن بعد لبس ملابس مغايرة لجنسه وتم ترحيله لاحقاً.
يحتفل في البحرين بالعطلات الفلبينية مثل يوم الاستقلال ويوم إلعان استقلال الفلبين.